# 佐藤龍之介
佐藤 龍之介（さとう りゅうのすけ、2006年10月16日 - ）は、東京都西東京市出身のプロサッカー選手。Jリーグ・ファジアーノ岡山所属。ポジションはミッドフィールダー（MF）。日本代表。

## 略歴

### クラブ経歴
碧山SCやJACPA東京FCを経て、小学生のころからFC東京の下部組織に入団。U-15むさしではクラブユース選手権の全国大会初優勝に貢献し、U-18でのクラブユース選手権では準優勝に貢献した。2023年8月、久保建英以来となる16歳でのプロ入りを果たした。2023年3月8日、16歳4カ月20日でスタメン出場し、FC東京のクラブ年少記録を更新した。
2025年1月7日、出場機会を求めてJ1初昇格のファジアーノ岡山に育成型期限付き移籍することが発表された。契約期間は2026年1月31日まで。

### 代表経歴
2026北中米W杯アジア最終予選に選出。選考された日本代表メンバーでは最年少となった。2025年6月10日に行われたインドネシア戦で途中出場を果たし、A代表デビューを果たした。これは史上4番目の若さ（18歳237日）での出場となった。また、アジア予選では香川真司の19歳212日の最年少記録を更新した。

## 所属クラブ
- 2013年 碧山SC
- 2014年 - 2018年 JACPA東京FC

2016年 - 2018年 （FC東京サッカースクールアドバンスクラス小平コース）
- 2019年 - 2021年 FC東京U-15むさし
- 2022年 - 2023年 FC東京U-18
  - 2023年  FC東京（2種登録選手）
- 2023年8月 -  FC東京
  - 2025年 -  ファジアーノ岡山（育成型期限付き移籍）

## 個人成績
| 国内大会個人成績 | 国内大会個人成績 | 国内大会個人成績 | 国内大会個人成績 | 国内大会個人成績 | 国内大会個人成績 | 国内大会個人成績 | 国内大会個人成績 | 国内大会個人成績 | 国内大会個人成績 | 国内大会個人成績 | 国内大会個人成績 |
| 年度             | クラブ           | 背番号           | リーグ           | リーグ戦         | リーグ戦         | リーグ杯         | リーグ杯         | オープン杯       | オープン杯       | 期間通算         | 期間通算         |
| 年度             | クラブ           | 背番号           | リーグ           | 出場             | 得点             | 出場             | 得点             | 出場             | 得点             | 出場             | 得点             |
| 日本             | 日本             | 日本             | 日本             | リーグ戦         | リーグ戦         | リーグ杯         | リーグ杯         | 天皇杯           | 天皇杯           | 期間通算         | 期間通算         |
| ---------------- | ---------------- | ---------------- | ---------------- | ---------------- | ---------------- | ---------------- | ---------------- | ---------------- | ---------------- | ---------------- | ---------------- |
| 2023             | FC東京           | 52               | J1               | 0                | 0                | 2                | 0                | 0                | 0                | 2                | 0                |
| 2024             | FC東京           | 23               | J1               | 3                | 0                | 1                | 0                | 1                | 0                | 5                | 0                |
| 2025             | 岡山             | 39               | J1               |                  |                  |                  |                  |                  |                  |                  |                  |
| 通算             | 日本             | 日本             | J1               | 3                | 0                | 3                | 0                | 1                | 0                | 7                | 0                |
| 総通算           | 総通算           | 総通算           | 総通算           | 3                | 0                | 3                | 0                | 1                | 0                | 7                | 0                |

- Jリーグ初出場 -  2024年4月21日 J1第9節・FC町田ゼルビア戦（味の素スタジアム）
- Jリーグ初得点 - 2025年4月2日 J1第8節・セレッソ大阪戦（ヨドコウ桜スタジアム）

## タイトル

### クラブ
FC東京U-15むさし
- 日本クラブユースサッカー選手権(U-15)大会（2021年）

### 代表
- AFC U17アジアカップ（2023年）
- EAFF E-1サッカー選手権（2025年）

### 個人
- 第47回日本クラブユースサッカー選手権 (U-18)大会 MIP[6](2023年)
- 明治安田Jリーグ月間ヤングプレーヤー賞（2025年4月[7]・7月[8]）

## 代表歴
- U-16日本代表
  - ルーマニア遠征（2022年）
  - U-16インターナショナルドリームカップ（2022年）
  - ウズベキスタン遠征（2022年）
  - AFC U17アジアカップ・予選（2022年）
  - Cuadrangular Internacional U17（2022年）
- U-17日本代表
  - アルジェリア遠征（2023年）
  - AFC U17アジアカップ（2023年）
  - FIFA U-17ワールドカップ（2023年）
- U-19日本代表
  - ヨルダン遠征 (2024年)
  - モーリスレベロトーナメント（2024年）
  - AFCU20アジアカップ予選（2024年）
  - メキシコ遠征（2024年）
- U-20日本代表
  - AFC U20アジアカップ2025（2025年）[9]
  - スペイン遠征
- 日本代表
  - 2026 FIFAワールドカップ・アジア3次予選（2025年）
  - EAFF E-1サッカー選手権（2025年）

### 試合数
- 国際Aマッチ 4試合 0得点（2025年 - ）

| 日本代表 | 国際Aマッチ | 国際Aマッチ |
| 年       | 出場        | 得点        |
| -------- | ----------- | ----------- |
| 2025     | 4           | 0           |
| 通算     | 4           | 0           |

### 出場
| No. | 開催日        | 開催都市 | スタジアム                 | 対戦国       | 結果 | 監督   | 大会                                   |
| --- | ------------- | -------- | -------------------------- | ------------ | ---- | ------ | -------------------------------------- |
| 1.  | 2025年6月10日 | 吹田     | 市立吹田サッカースタジアム | インドネシア | ◯6-0 | 森保一 | 2026 FIFAワールドカップ・アジア3次予選 |
| 2.  | 2025年7月8日  | 龍仁     | 龍仁ミルスタジアム         | 香港         | ◯6-1 | 森保一 | EAFF E-1サッカー選手権2025             |
| 3.  | 2025年7月12日 | 龍仁     | 龍仁ミルスタジアム         | 中国         | ◯2-0 | 森保一 | EAFF E-1サッカー選手権2025             |
| 4.  | 2025年7月15日 | 龍仁     | 龍仁ミルスタジアム         | 韓国         | ◯1-0 | 森保一 | EAFF E-1サッカー選手権2025             |